# Lili
Lili è un film del 1953 di Charles Walters. È un adattamento del romanzo breve The Man Who Hated People di Paul Gallico (1950). La sceneggiatrice Helen Deutsch successivamente ne fece un musical per Broadway.

## Trama
Lili Daurier è una ragazza giovane e ingenua che, rimasta orfana, si trova improvvisamente senza casa e senza lavoro. Si trasferisce in città, dove riesce a trovare un posto come cameriera. Inesperta e sbadata, viene licenziata alla prima giornata e, presa dallo sconforto, tenta il suicidio. Verrà distolta dalle sue intenzioni dall'intervento di un gruppo di burattini di un luna park. Nella sua ingenuità, Lili si lascia confortare e inizia un rapporto di amicizia con i burattini, non rendendosi conto che dietro si nasconde una persona reale che dà loro voce. Il rapporto fresco e inusuale che anima i discorsi fra Lili e i burattini diventa un'idea per un numero e la ragazza viene assunta dal direttore del parco.
Il burattinaio, Paul Berthalet, è un ex ballerino, divenuto irascibile e duro dopo una ferita di guerra che anni prima lo aveva reso zoppo. Innamoratosi di Lili, Paul vive male la propria condizione fisica e riesce a esprimere i propri sentimenti solo attraverso i pupazzi. Quando è senza di loro, per evitare di essere respinto, tratta la ragazza in maniera scontrosa e violenta criticandola e riprendendola costantemente. I dialoghi tra Lili e i burattini hanno grande successo, tanto che due impresari parigini offrono a Paul un contratto vantaggioso, ma Lili non è felice e si rifiuta di seguire il burattinaio. 
Mentre il rapporto di amore per i burattini e di odio per Paul cresce insieme all'incapacità di quest'ultimo di manifestare i suoi veri sentimenti, Lili viene conquistata dal fascino di Marc, illusionista dai modi accattivanti e gentili. Marc è compiaciuto del suo ascendente sulla ragazza, ma lei scopre che l'uomo è già sposato con la sua assistente Rosalie e che non ha intenzione di iniziare qualcosa che non sia più di un'avventura. Rattristata e delusa dalla scoperta, Lili decide di lasciare il luna park dopo aver salutato un'ultima volta i suoi amici pupazzi. Mentre cammina allontanandosi dalla città, si addormenta e sogna di danzare con le versioni umanizzate di ognuno dei suoi amati burattini. Ma improvvisamente i burattini scompaiono e al loro posto si materializza Paul che danza con lei. Quando Lili si risveglia riesce finalmente a capire che l'amore e la gentilezza dei burattini erano in realtà quelle dell'uomo che li manovrava. Trasformando così il suo amore infantile per i pupazzi in un amore adulto per un uomo reale, ritorna al luna park dove Paul la sta aspettando a braccia aperte, finalmente pronto a dimostrare i suoi sentimenti.

## Colonna sonora
La canzone cantata da Leslie Caron e Mel Ferrer Hi-Lili, Hi-Lo (Lilì) con testo di Helen Deutsch e musica di Bronislaw Kaper, raggiunse il 30º posto nelle classifiche del 1953.

## Riconoscimenti
Nel 1954 la pellicola ricevette 6 nomination al premio Oscar vincendone uno per la miglior colonna sonora originale. L'opera fu premiata anche con un BAFTA alla miglior attrice straniera (Leslie Caron) e con un Prix International du film de divertissement al Festival di Cannes 1953.

## Curiosità
- L'attrice Audrey Hepburn rimase molto colpita dal film, tanto da renderlo una delle cause del suo innamoramento per Mel Ferrer che divenne in seguito suo marito.[1]
- I burattini furono costruiti da due famosi burattinai statunitensi, Walton e O'Rourke, i quali appaiono per la prima e ultima volta sul grande schermo in questo film.
- Il film colpì molto John Waters che allora aveva sette anni. Sua madre sostiene che i burattini in Lili ebbero una grande influenza sulla successiva carriera del regista.[2]

## Doppiaggio
Il film è stato ridoppiato dalla Santini Edizioni con i dialoghi di Rossella Santeroni. La canzone Hi-Lili, Hi-Lo è stata mantenuta in inglese mentre originariamente pare fosse doppiata in italiano da Tina Centi. In più, benché il titolo del film rimanga invariato, il nome della protagonista viene mutato in Lilli (con una L in più) come si sente chiaramente durante l'ascolto del ridoppiaggio e come appare nei titoli di coda italiani.